# Potjajiv
Potjajiv (ukrainsk: Почаїв) er en by i Ternopil oblast (provins) i det vestlige Ukraine. Den ligger i Kremenets rajon (distrikt), og ligger 18 km sydvest for Kremenets og 70 km nord for oblastens hovedstad, Ternopil. Potjajiv er hjemsted for administrationen af Pochaiv urban hromada, en af Ukraines hromadaer.
Byen har 7.691 (2021) indbyggere.

## Historie
Den var en bebyggelse i Kremenetsky Uyezd i Volhyniske Governorat i det Russiske Kejserrige.
Under Første Verdenskrig blev den i august 1915 besat af østrig-ungarske tropper, men i sommeren 1916 blev den befriet af Kejserlige russiske hær under Brusilov-offensiven.
Efter Den Russiske Revolution 1917 og Den polsk-sovjetiske krig var den i mellemkrigstiden i Wolhynske voivodeskab i Polen.

## Galleri
- Udsigt over Potjajiv
- Gade nær Potjajiv Lavra
- Fra den centrale del af byen